# دهستان لیجارکی حسن رود
دهستان لیجارکی حسن رود یکی از دهستان‌های استان گیلان است که در مرکزی شهرستان انزلی واقع شده است.

## دهستان لیجارکی حسن رود
دهستان لیجارکی حسن رود شامل روستاهای جفرود پایین • گلشن • طالب آباد • تربه گوده • شانگهای پرده • حسن رود و لیجارکی حسن رود است.